# 國光發電廠
國光發電廠位於臺灣桃園市龜山區，為一座民營天然氣火力發電廠，由臺灣中油公司轉投資國光電力股份有限公司經營，並與臺灣汽電共生股份有限公司以及日本關西電力等三家公司共同合資成立。

## 沿革
國光發電廠最初為1999年，中華民國政府開放第三波民營發電廠設立政策中，所申請通過的發電廠開發案，其他還有森霸電力公司的豐德發電廠以及星能電力公司等兩家一同通過開發許可。國光發電廠開發案通過後臺灣中油立即在1999年8月8日正式成立國光電力公司，並實質展開發電廠興建計畫。
臺灣中油也展開發電廠施工統包工程的招標作業，再對外公告招標時，共有美國奇異、日本三菱重工以及德國西門子公司等三家公司向中油報價，然而因三菱重工當時仍與中油另有工程糾紛正在訴訟中，因此首波即遭剔除資格，而奇異公司則是在發電機組的規格上有爭議，因此最後中油決議與西門子公司議價後，宣布得標承攬發電廠包括綠化以及發電廠週邊設備的統包工程。
2000年10月，國光發電廠正式動工，廠址設在桃園煉油廠一旁，總投資金額為新臺幣109億元，廠內預計將裝設一套裝置容量480MW的天然氣複循環火力發電機組。
動工不久的國光發電廠，在2000年11月爆發收受回扣的弊案。當時，中油公司的一位高級主管被檢舉向發電廠承包廠商索取近億元的回扣，爾後當事件曝光後，新聞媒體向時任中油董事長陳朝威詢問後表示確實有此事，並在去年11月已指示政風處將此回扣案全案移交至檢警單位做深入調查。之後再親自發函到德國西門子公司求證。
而當時，因為德國西門子公司的臺灣代理商才剛經過更替，新代理商聯成股份有限公司表示，因為參與國光發電廠開發案，因此並不知情。在德國方面，西門子總公司收到中油來函後也頗感訝異。
經過此次事件後，臺灣中油公司也進行人員上的異動，中油高層得知後緊急調動人事，原國光電力公司董事長調離現職後，改由中油母公司企劃處長胡豪東臨接任國光電力公司董事長。
2003年1月，自國光發電廠到台灣電力公司頂湖超高壓變電所之間4公里的超高壓輸電線路，因無法取得架線權，使得整個工程停擺，讓工期延宕了4個月。對此國光電力公司董事長胡豪東前往龜山區與當地鄰里共召開了4場協調會與居民取得共識，最終在同年4月7日，桃園縣政府核發開工許可，國光發電廠才重新動工。
而早在去年就運抵發電廠的三部氣渦輪發電機組，因工程延宕，直到2003年6月才開始進行內部負載測試，然而因1部氣渦輪發電機的測試其成就需要至少一週的時間，3部需要3週，另外還要再加上與台電系統的併聯測試，因此國光發電廠加緊趕工，首先在5月2日完成點火試俥，並即將進入連續96小時的滿載運轉測試。
上述多項事件的發生，使得國光發電廠的施工進度大大落後，原定在6月30日便能併聯商轉，但卻在國光電力於6月27日提交商轉申請書後發電廠工區便發生火災燒毀了工作吊車，使得趕工進度毀於一旦，商轉時間也整整推遲到2003年11月下旬才能併聯發電。對此，台灣電力公司依照當初與國光電力所簽署的供售電合約，向國光電力要求罰款，而國光電力則是提出不可抗力因素的說明，但因雙方的認知差異甚大，粗估國光電力將可能被罰上新臺幣上億元的罰金。
最後國光發電廠經過趕工，於2003年11月3日正式併聯商轉發電。
2004年2月，台灣電力公司再度公告，開放340MW的民營發電廠容量，為時隔3年後台電公司再次釋出，並且共有5家企業將申請評選。國光電力原本也將提出評選並擴建，然而因桃園縣政府已公開表示，境內已有多座火力發電廠，因此不願再許可同意函，最終，包含國光電力在內的長昌電力以及森威電力等三家民營發電業者初步便遭到淘汰。

## 設施

### 發電機組
| 氣渦輪發電機類型                                                                | 熱回收爐類型                                        | 汽輪發電機類型                             | 機組數量 （汽渦輪機+汽輪機） | 發電燃料 | 裝置容量（MW） | 商轉日期      | 狀態   |
| ------------------------------------------------------------------------------- | --------------------------------------------------- | ------------------------------------------ | ---------------------------- | -------- | -------------- | ------------- | ------ |
| 1-1 德国西門子公司製V84.3A汽渦輪發電機 · 1-2 德国西門子公司製V84.3A汽渦輪發電機 | 日本Babcock-Hitachi K.K公司製造強制循環三壓熱回收爐 | ST-1 德国西門子公司製HE-family汽渦輪發電機 | 2部汽渦輪機 1部汽輪機        | 天然氣   | 480MW          | 2003年11月3日 | 商轉中 |

## 解
1. 1 2  桃園縣政府於2014年12月25日改制升格為直轄市，稱桃園市政府。

## 資料來源
1. ↑  . 工業研究院.   [2017-03-12]. （原始内容存档于2017-03-12） （中文（臺灣））.
2. 1 2  . 經濟部能源局.   [2017-03-10]. （原始内容存档于2022-01-19） （中文（臺灣））.
3. 1 2 3 4  . 台灣汽電共生股份有限公司.   [2017-03-10] （中文（臺灣））.[永久]
4. ↑  李彥謀. . 新新聞. 2013-02-12  [2017-03-10]. （原始内容存档于2019-06-11） （中文（臺灣））.
5. 1 2 3 4  歐祥義. . 自由電子新聞網. 2001-09-08  [2017-03-10]. （原始内容存档于2019-06-09） （中文（臺灣））.
6. 1 2 3  葛珮育. . 蘋果日報. 2003-09-08  [2017-03-10]. （原始内容存档于2013-10-01） （中文（臺灣））.
7. ↑  陳雅潔. . 蘋果日報. 2005-04-01  [2017-03-10] （中文（臺灣））.
8. 1 2 3  . 中華民國經濟部. 2019  [2023-01-06]. （原始内容存档于2023-01-06） （中文（臺灣））.
9. ↑  陳雅潔. . 國光電力股份有限公司. 2006-10-24  [2017-03-10] （中文（臺灣））.[]